# Histeroskopia
Histeroskopia – endoskopowy zabieg operacyjny, który umożliwia usunięcie zrostów wewnątrzmacicznych.
Zabieg ma na celu:
- przywrócenie prawidłowej budowy jamy macicy,
- zapobieganie ponownemu rozwojowi zrostów,
- stymulację procesu regeneracji błony śluzowej macicy,
- potwierdzenie, że jama macicy jest prawidłowa, zanim dojdzie do ciąży.

Po pierwszym zabiegu histeroskopowym 90% pacjentek zostaje wyleczona, natomiast większość pozostałych wymaga jeszcze jednego zabiegu.